# Triplachne nitens
Triplachne es un género monotípico de plantas herbáceas perteneciente a la familia de las poáceas. Su única especie, Triplachne nitens (Guss.) Link, es originaria de la región del Mediterráneo.

## Descripción
Es una planta anual con tallos de hasta 25 cm de altura, geniculado-ascendentes o decumbentes, glabros. Hojas glabras, glaucas, con lígula de 1,5-3 mm y limbo de hasta 5 cm x 4 mm. Panícula de hasta 5 x 1 cm, elipsoidea. Espiguillas de c. 4 mm, cuneiformes. Gluma inferior de 3,8-4,1 mm, la superior de 3,1-3,3 mm. Lema de c. 2 mm, con los 2 nervios laterales prolongados en arístulas apicales de 0,8 mm, más o menos hirsuta en la mitad inferior; arista subbasal de c. 3,5 mm, generalmente incluida en las glumas, parda en la parte inferior e hialina en la superior. Anteras de 0,6 mm. Cariopsis de 1 x 0,3 mm. Florece de abril a mayo.

## Distribución y hábitat
Se encuentra en arenales costeros, en Algeciras (La Línea). Península ibérica, Baleares, Sicilia, islas del E del Mediterráneo, Norte de África, SW de Asia.

## Taxonomía
Triplachne nitens fue descrita por (Guss.) Link y publicado en Hortus Regius Botanicus Berolinensis 2: 241. 1833.
Sinonimia
- Agrostis nitens Guss.
- Gastridium littorale Durieu ex Parl.
- Gastridium nitens (Guss.) Coss. & Durieu
- Gastridium triaristatum Durieu
- Lachnagrostis gussonis Trin.
- Milium lendigerum Delile ex Boiss.[4][5]